# Santuario di Santa Lucia (Toirano)
Il santuario rupestre di Santa Lucia è un luogo di culto cattolico situato nel comune di Toirano, presso la grotta di Santa Lucia Superiore nel versante meridionale del monte San Pietro dei Monti, in provincia di Savona.
Ogni anno, per la festa del 13 dicembre, si svolge una suggestiva processione con fiaccolata organizzata dal "Gruppo Speleologico Cycnus".

## Storia e descrizione
Già in epoca tardo medievale insisteva nel luogo un piccolo santuario, scavato in parte nella roccia e dedicato a santa Lucia. Nella parte più anteriore un successivo luogo di culto - sempre intitolato alla santa di Siracusa - venne ricavato nella grotta tra il XV e il XVI secolo. Quest'ultimo fu riconosciuto con il titolo di santuario con la bolla papale di Leone X del 1519 che, nello stesso decreto, lo univa ad hospitale presente nel centro storico di Toirano.

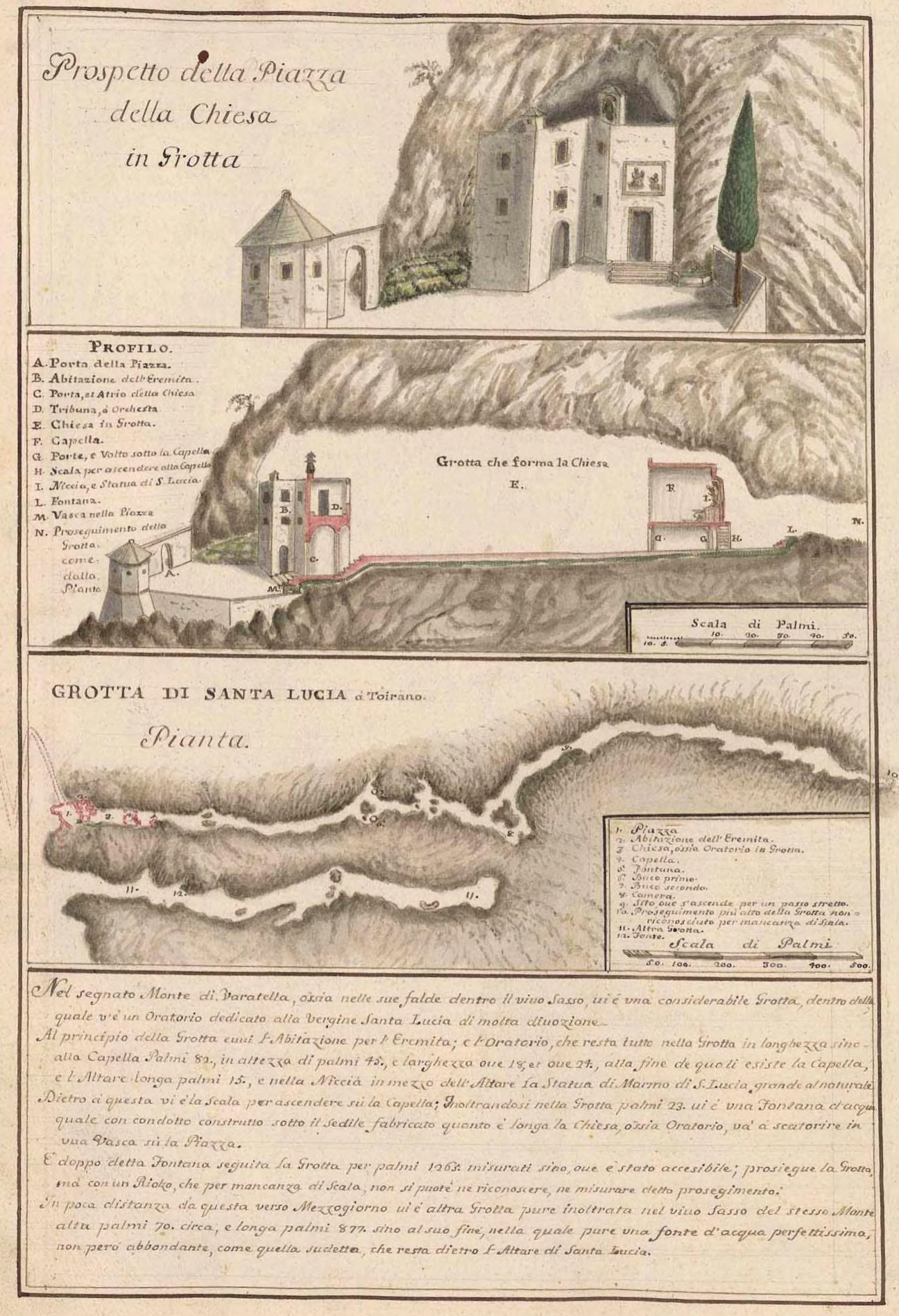
Pianta e profilo della chiesa di Santa Lucia di Toirano (Il Dominio della Serenissima Repubblica di Genova in terraferma, Matteo Vinzoni, 1773)

Sul piazzale, ove trovano collocazione due secolari cipressi, insiste una casa detta "dell'Eremita" sormontata da una torre campanaria in stile barocco. Le due strutture parzialmente racchiudono la cavità naturale ove insiste il santuario vero e proprio, scavato nella roccia e pavimentato a selciato. In posizione sopraelevata è l'altare dove, chiusa da una grata in ferro battuto, è custodita la statua di Santa Lucia da Siracusa - opera di Taddeo Carlone - il cui culto religioso si diffuse tra i fedeli della val Varatella già a partire dal Quattrocento.
Un altro anfratto della grotta di Santa Lucia Superiore si inoltra per un centinaio di metri avente la particolarità delle incisioni e delle firme fatte dai vari pellegrini in visita al luogo di culto.